# Коронавірусна хвороба 2019 на Аландських островах
Епідемія коронавірусної хвороби 2019 на Аландських островах — це поширення пандемії коронавірусної хвороби 2019 на територію архіпелагу Аландські острови, який є автономною територією Фінляндії. Перший випадок хвороби на Аландських островах було зареєстровано 22 березня 2020 року. Аландські острови, економіка яких сильно залежить від судноплавства (поромних переправ), неоподатковуваних продажів і туризму, побоювалися серйозних фінансових невдач через кризу.

## Хронологія
Перший випадок хвороби на Аландських островах було підтверджено 22 березня 2020 року, коли було підтверджено інфікування двох молодих людей. Вони не мали контакту одного з одним, але обидва прибули з-за меж архіпелагу.
13 квітня 2020 року на території архіпелагу було зареєстровано 10 випадків хвороби. Уряд Аландських островів вирішив рекомендувати дистанційну роботу по всій території архіпелагу. Крім того, не рекомендувалася організація приватних заходів.
30 грудня 2020 року на островах виявлений 102-ий випадок інфікування. 20 лютого 2021 року на архіпелазі було виявлено 161 випадок хвороби.
Станом на 13 січня 2022 року на островах було підтверджено 1279 випадків хвороби. Перша смерть на Аландських островах, пов'язана з коронавірусом, була підтверджена 13 січня 2022 року.
Станом на 5 березня 2022 року на Аландських островах загалом було зареєстровано 5721 випадок хвороби, найбільше в муніципалітеті Марієгамн — 2566 випадків хвороби.

## Виробництво засобів індивідуального захисту
У місті Годбю на Аландських островах розташована компанія «Optinova», яка є виробником медичних виробів. Під час спалаху коронавірусної хвороби ця компанія одразу ж запропонувала уряду Фінляндії постачання засобів індивідуального захисту. Однак ця пропозиція була проігнорована урядом Фінляндії, і засоби індивідуального захисту були замовлені в Китаї, проте пізніше були відхилені, як дефектні.

## Вакцинація
Усі щеплення проти COVID-19 проводилися в офісі «Ålands Post» в Йомалі. До 10 січня 2022 року 75,2 % всього населення островів отримали 2 дози вакцини. На той час усім віковим групам на островах вводили лише вакцину Pfizer–BioNTech.